# Кыстык
Кыстык — плато в северной части Якутии. Является частью Среднесибирского плоскогорья, приуроченной к бассейну среднего течения реки Оленёк.
С запада, по левому берегу реки Оленёк, плато Кыстык отделяется от Северо-Сибирской низменности возвышенностью Сюрях-Джангы, высота которой достигает 331 метр. Кряж Чекановского и долина реки Келимяр отделяют плато на севере и востоке от верховий реки Лены. К югу рельеф идёт на понижение.
Абсолютные высоты плато находятся в диапазоне 250–350 метров, однако на некоторых участках превышают 400 м, достигая 443 м (верховья реки Молодо, возвышенность Бырая) и 490 м (истоки реки Хорбусуонка, гора Сахаляр). Особенностью ландшафта являются так называемые столбы — останцы по берегам Оленька. Другой привлекательный ландшафтный элемент — это впечатляющие своим обликом цветные холмы.
На плато берут исток многие реки, в том числе Хорбусуонка, Кютюнгде и другие. Имеются озёра (крупнейшее — Олонгдо-Кюеле).
Доминирующий растительный покров в этом районе — горная тундра и лиственничная лесотундра. Учитывая климатические особенности и вечную мерзлоту, лес растёт очень медленно.